# Horst Schmandke
Horst Schmandke (* 7. März 1935 in Pampow; † 9. Februar 2021) war ein deutscher Chemiker und Ernährungswissenschaftler. Von 1982 bis 1990 fungierte er als Direktor des Zentralinstituts für Ernährung in Potsdam-Rehbrücke, einem außeruniversitären Forschungsinstitut der Akademie der Wissenschaften der DDR.

## Leben
Horst Schmandke wurde 1935 in Pampow geboren und absolvierte ab 1954 ein Studium der Chemie an der Universität Rostock, an der er 1962 auch promovierte. Von 1962 bis 1970 wirkte er als Leiter der Abteilung „Biochemie der Nährstoffe“ am Institut für Ernährung der Deutschen Akademie der Wissenschaften zu Berlin, dem späteren Zentralinstitut für Ernährung der Akademie der Wissenschaften der DDR (AdW). Während dieser Zeit wurde er 1966 an der Universität Leipzig habilitiert. Von 1968 bis 1970 übernahm er die Leitung der Vitaminabteilung am Institut für Lebensmittelchemie in Havanna.
Nach seiner Rückkehr wirkte er erneut am Zentralinstitut für Ernährung, an dem er bis 1991 Leiter der Abteilung Lebensmittelchemie war. Nachdem er von der AdW im Jahr 1974 zum Professor ernannt worden war, fungierte er in Nachfolge von Helmut Haenel von 1982 bis 1990 als Direktor des Zentralinstituts. Nach der politischen Wende in der Deutschen Demokratischen Republik übernahm 1990 erneut Helmut Haenel die Leitung des Instituts bis zur Neugründung als Deutsches Institut für Ernährungsforschung.
Ab 1989 war Horst Schmandke korrespondierendes Mitglied der Akademie der Wissenschaften der DDR.

## Werke (Auswahl)
- Die Ackerbohne (Vicia faba) als Lebensmittelrohstoff. Berlin 1988
- Dictionary Milk, Milch, Lait, Leche: Four Language Dictionary Dairy Products: English-German-French-Spanish. Hamburg 1995 (als Mitherausgeber)
- Funktionelle Eigenschaften von Ackerbohnenprodukten (Vicia faba): Ernährung, Biochemie und Verarbeitung. Aachen 2000 (als Mitautor)